# Paris Lee
Paris Lee, né le 20 avril 1995 à Maywood dans l'Illinois, est un joueur américain naturalisé camerounais de basket-ball évoluant au poste de meneur.

## Biographie

### Carrière professionnelle
Après avoir joué du côté des Telenet Giants Antwerp en Belgique et de Brose Bamberg en Allemagne, il s'engage avec l'Orléans Loiret Basket, en France, pour un an en juillet 2020.
En juillet 2021, il reste dans le championnat de France et s'engage pour un an avec l'AS Monaco.
Le 1er juillet 2022, il signe avec le Panathinaïkos, évoluant dans le championnat grec et en Euroligue.
Le 20 juillet 2023, il revient dans le championnat de France et s'engage pour deux ans avec l'ASVEL Lyon-Villeurbanne,.
En juillet 2025, Lee part jouer en Russie pour l'UNICS Kazan pour une saison, avec une saison supplémentaire en option.

## Palmarès

### Universitaire
- AP Honorable Mention All-American en 2017
- MVC Player of the Year en 2017
- MVC Defensive Player of the Year en 2017
- First-team All-MVC en 2017
- 3× MVC All-Defensive Team en 2015, 2016 et 2017

### Professionnel
- All-Star du Championnat de Grèce en 2022
- Vainqueur de la Coupe de Belgique en 2019
- MVP du Championnat de Belgique en 2019